# Беври
Беври (фр. Beuvry) насеље је и општина у североисточној Француској у региону Север-Па де Кале, у департману Па де Кале која припада префектури Béthune.
По подацима из 2011. године у општини је живело 8.898 становника, а густина насељености је износила 528,07 становника/km². Општина се простире на површини од 16,85 km². Налази се на средњој надморској висини од 32 метара.

## Демографија
| 1962. | 1968. | 1975. | 1982. | 1990. | 1999. | 2011. |
| ----- | ----- | ----- | ----- | ----- | ----- | ----- |
| 7.749 | 7.907 | 8.147 | 8.840 | 8.744 | 9.175 | 8.898 |

График промене броја становника у току последњих година